# 羊草站
羊草站是位于中华人民共和国黑龙江省绥化市安达市羊草镇的一个铁路车站，建于1900年，有滨洲铁路经过该站，现仅办理货运业务，车站及其上下行区间均已电气化。车站距离哈尔滨站116公里，隶属中国铁路哈尔滨局集团大庆车务段，是四等站。